# Перджине-Вальсугана
Перджине-Вальсугана, Перджине-Вальсуґана (італ. Pergine Valsugana, вен. Pergine Valsugana) — муніципалітет в Італії, у регіоні Трентіно-Альто-Адідже, провінція Тренто.
Перджине-Вальсугана розташоване на відстані близько 480 км на північ від Рима, 9 км на схід від Тренто.
Населення — 21 117 осіб (2014).

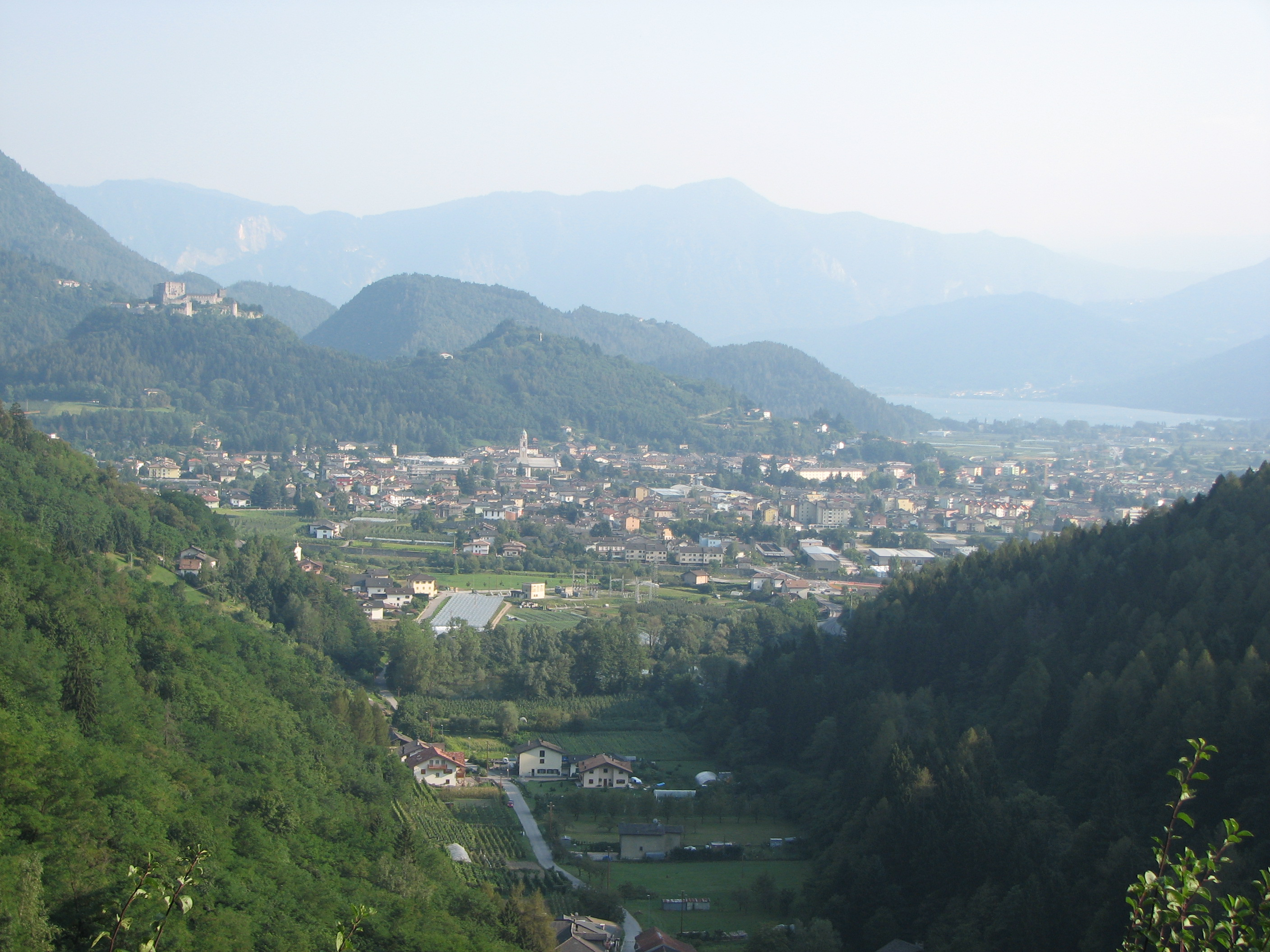

Щорічний фестиваль відбувається 8 вересня. Покровитель — Natività di Santa Maria Vergine.

## Демографія
Населення за роками:

Станом на 1 січня 2023 року в муніципалітеті офіційно проживало 1649 іноземців з 74 країн, серед них 406 громадян країн Євросоюзу та 147 громадян України.

## Сусідні муніципалітети
- Базельга-ді-Піне
- Бозентіно
- Кальчераніка-аль-Лаго
- Кальдонаццо
- Чивеццано
- Форначе
- Фрассілонго
- Левіко-Терме
- Новаледо
- Сант'Орсола-Терме
- Тенна
- Тренто
- Віньола-Фалезіна
- Віголо-Ваттаро